# Egon Schöpf
Egon Schöpf (* 16. Oktober 1925 in Innsbruck) ist ein ehemaliger österreichischer Skirennläufer. Er gewann bei den Weltmeisterschaften 1950 die Bronzemedaille in der Abfahrt.

## Biografie
Schöpf begann schon früh mit dem Skisport und feierte Anfang der 1940er-Jahre einige Erfolge im Nachwuchsbereich. Durch den Zweiten Weltkrieg wurde seine Karriere vorerst unterbrochen. Ende 1946 kehrte er nach zweijähriger Kriegsgefangenschaft in seine Heimat zurück und begann ein Studium an der Universität Innsbruck. Erste große Erfolge feierte er bei den Akademischen Weltmeisterschaften 1947 in Davos, bei der er die Titel in Abfahrt, Slalom und Kombination gewann. Im selben Winter wurde er auch Österreichischer Meister im Slalom.
In der Saison 1947/48 gewann Schöpf die Abfahrten in Villars, am Monte Canin und auf der Marmolata sowie den Slalom von Seefeld. In Bad Hofgastein wurde er Österreichischer Meister in Slalom und Kombination. Bei den Olympischen Winterspielen 1948 in St. Moritz blieb er jedoch ohne Medaille: In der Abfahrt kam er auf Platz fünf und im Slalom auf Rang sechs. Die Kombination konnte er nicht beenden. Im Winter 1948/49 feierte Schöpf seine größten Erfolge bei den Hahnenkammrennen in Kitzbühel, bei denen er alle Bewerbe für sich entschied sowie bei den Österreichischen Meisterschaften, bei denen er alle drei Titel in Abfahrt, Slalom und Kombination gewann. Bei den Weltmeisterschaften 1950 in Aspen gewann der Tiroler die Bronzemedaille in der Abfahrt hinter dem Italiener Zeno Colò und dem Franzosen James Couttet. Im Slalom wurde er Fünfter, im Riesenslalom jedoch nur Zwanzigster. Wenig später gewann er bei den kanadischen Meisterschaften in Banff den Slalom und die Kombination.
Nach der WM-Saison beendete Schöpf vorerst seine Karriere und eröffnete ein Sportartikelgeschäft in Seefeld. 1952 gab er ein Comeback und belegte den vierten Platz in der Abfahrt von Bad Gastein. Damit konnte er auch bei den Olympischen Spielen in Oslo starten, wo er aber keinen Erfolg hatte. Im Riesenslalom fiel er aus, in der Abfahrt kam er schwer zu Sturz. Danach beendete er endgültig seine Skikarriere.
Neben seiner Laufbahn als Skirennläufer war Schöpf ab den späten 1940er-Jahren auch als Handballspieler aktiv und kam zu einigen Einsätzen in der österreichischen Nationalmannschaft. Mitte der 1950er-Jahre betätigte er sich auch als Rallye-Pilot. 1960 wurde er Rennbetreuer der Skifirma Kneissl und arbeitete mit erfolgreichen Skiläufern wie Karl Schranz, Heinrich Messner, Leonhard Stock und Marc Girardelli zusammen. Nach seiner Heirat baute er das Hotel Edelweiß in St. Anton am Arlberg neu auf.

## Sportliche Erfolge

### Olympische Winterspiele
- St. Moritz 1948: 5. Abfahrt, 6. Slalom

### Weltmeisterschaften
- St. Moritz 1948 : 5. Abfahrt, 6. Slalom
- Aspen 1950: 3. Abfahrt, 5. Slalom, 20. Riesenslalom

### Österreichische Meisterschaften
Egon Schöpf wurde sechsfacher Österreichischer Meister:
- 3 × Slalom: 1947, 1948, 1949
- 1 × Abfahrt: 1949
- 2 × Kombination: 1948, 1949

## Auszeichnungen
- 1999: Goldenes Verdienstzeichen der Republik Österreich